# Juan Miguel Suero
Juan Miguel Suero Castillo (Santo Domingo, 11 de mayo de 1993) es un jugador de baloncesto dominicano que actualmente pertenece a los Indios de San Francisco de Macorís de la Liga Nacional de Baloncesto. También participa con la selección nacional de la República Dominicana en las competiciones internacionales. Es hermano menor de Gerardo Suero, también un baloncestista profesional.

## Trayectoria deportiva

### Profesional
En 2012, comenzó su carrera profesional con los Cocolos de San Pedro de Macorís de la Liga Nacional de Baloncesto de la República Dominicana. Suero sólo participó en 6 partidos de la temporada con un promedio de 3,8 minutos por partido. En la temporada de 2013, Suero promedió 9,8 puntos, 3,7 rebotes y 1,6 asistencias por partido. En agosto de 2013, fue elegido Novato del Año de la LNB.
En 2014, jugó su primera temporada como profesional en su ciudad natal, ya que la franquicia de los Cocolos fue trasladada a Santo Domingo. En esta temporada, Suero fue uno de los protagonistas principales del equipo disputando 31,7 minutos por partido y promediando 14,7 puntos, 4,8 rebotes, 2,2 asistencias y 1,7 robos por partido con un 54% de acierto en tiros de campo. Tras finalizar su temporada con los Soles de Santo Domingo Este, Suero se unió al Academia de la Montaña de la liga colombiana para disputar la temporada 2014-II. Debutó el 2 de agosto de 2014 ante los Cafeteros de Armenia, con 26 puntos, 6 rebotes y 6 asistencias en una victoria por 78-94. En el siguiente partido ante los Patriotas de Boyacá, Suero rozo el triple-doble con 24 puntos, 10 rebotes y 8 asistencias. En septiembre de 2014, después de 15 partidos con un promedio de 25,3 puntos, 7,6 rebotes y 3,7 asistencias en 36,3 minutos por partido, Suero abandonó al Academia siendo sustituido por su hermano Gerardo Suero.
A finales de octubre de 2014, Suero firmó un contrato para jugar con el Cocinas.com de la Liga Española de Baloncesto Oro, incorporándose a ellos en el mes de diciembre. En este momento pertenece al club de los Cariduros de Fajardo del Baloncesto Superior Nacional (BSN) en Puerto Rico.
[actualizar]
Fue MVP de la LNB en el 2022 con los Indios de San Francisco promedió 19,6 puntos, 7,4 rebotes y 7 asistencias en 14 juegos.

## Vida personal
Suero es hermano de Gerardo Suero y Zoralla Castillo. Su padre fue un cuartofinalista en atletismo de los Juegos Olímpicos de 1980, tanto como en los 100 metros, como en los 200 metros.
Su hermano mayor, Gerardo Suero, también es un jugador profesional de baloncesto que juega en los Leones de Santo Domingo de la Liga Nacional de Baloncesto de la República Dominicana, donde ha sido elegido Jugador Más Valioso, Quinteto ideal y Novato del Año de la LNB.